# Гватуа Нонна Акакіївна
Нонна Акакіївна Гва́туа (12 січня 1928, Сухумі — 17 грудня 1988, Київ) — українська лікарка-кардіолог грузинського походження. Заслужений діяч наук УРСР, лауреат Державної премії УРСР у галузі науки і техніки.

## Біографія
Закінчила Перший Московський медичний інститут (1952). Учениця факультетської терапевтичної клініки у В. М. Виноградова та московського кардіолога В. Г. Попова.
Написала дисертацію під керівництвом Анатолія Міхньова. Доктор медичних наук (1967), професор (1974).

Могила Нонни Гватуа, Байкове кладовище

Від 1958 — в Українському НДІ кардіології імені академіка М. Д. Стражеска (Київ): 1970–88 — завідувач першого в Україні відділення гострої коронарної недостатності, яке й заснувала. Головний кардіолог Міністерства охорони здоров'я УРСР (від 1980).
Померла у 60-річному віці 17 грудня 1988 року. Похована разом із чоловіком на Байковому кладовищі, на одній ділянці з найближчою колегою Іриною Следзевською (ділянка № 33, 50°25′2.59″ пн. ш. 30°30′9.49″ сх. д. / 50.4173861° пн. ш. 30.5026361° сх. д.).

## Дослідження
Основний напрям наукових досліджень — інфаркт міокарда, зокрема вивчення особливостей його клінічного перебігу за умов різних порушень гемодинаміки, що дало змогу забезпечити раціональний вибір диференційованої терапії. Обґрунтувала новий напрям у розробленні методів попередження серцевої недостатності при інфаркті міокарда. Розробила показання до застосування бета-блокаторів під час цього захворювання. Постійно співпрацювала з професоркою Іриною Следзевською.
З деякими доповненнями професора О. Й. Грицюка виділила, зокрема, атипові форми інфаркта міокарда. У 1979 р. ними була запропонована нова класифікація даної патології, у якій вперше обґрунтовано та описано перехід дрібновогнищевого інфаркту міокарда у великовогнищевий та запропоновано метод перідуральної анестезії.

## Відзнаки та вшанування
- Заслужений діяч наук УРСР (1984).
- Державна премія УРСР у галузі науки і техніки (1980) за «розробку та впровадження в широку медичну практику комплексу заходів по боротьбі з інфарктом міокарда» (разом з іншими)[5]
- Погруддя Нонни Гватуа було виготовлено у 1983 році скульпторами Адою Рибачук та Володимиром Мельниченком[6].
- 11 листопада 1998 на фасаді будівлі Інституту кардіології імені М. Д. Стражеска відкрита мармурова дошка Гватуа Нонні Акакіївні.[7]

## Окремі праці
- Грицюк А.И., Гватуа Н.А., Следзевская И.К. Инфаркт миокарда. — Киев : Здоровье, 1979. — 272 с.